# ثلم حقي
الثلم الحقي هو ثلم عميق حق عظم الورك، وهو متصل مع الحفرة الحقية عند قاع التجويف. هذا المنخفض مثقوب بفتحات عديدة، ويحوي كتلة من الدهون. يتحول الثلم إلى ثقبة بواسطة الرباط الحقي المستعرض، وعن طريقها تدخل الأوعية والأعصاب المغذية المفصل، كما تمثل حافة الثلم موضع اتصال لرباط رأس عظم الفخذ.